# Musikhjälpen

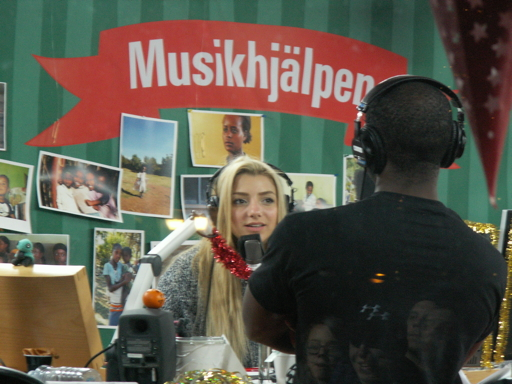
Gina Dirawi (po lewej) i Kodjo Akolor (po prawej) podczas Musikhjälpen w 2011 roku

Musikhjälpen – szwedzka radiowa i telewizyjna audycja charytatywna założona w 2008, będąca wersją holenderskiego programu Serious Request prowadzonego przez 3FM.
W 2008 roku audycja została zorganizowana przez SVT, Sveriges Radio i Radiohjälpen. Podczas tej edycji wystąpił Basshunter.